# Przyzwoitka

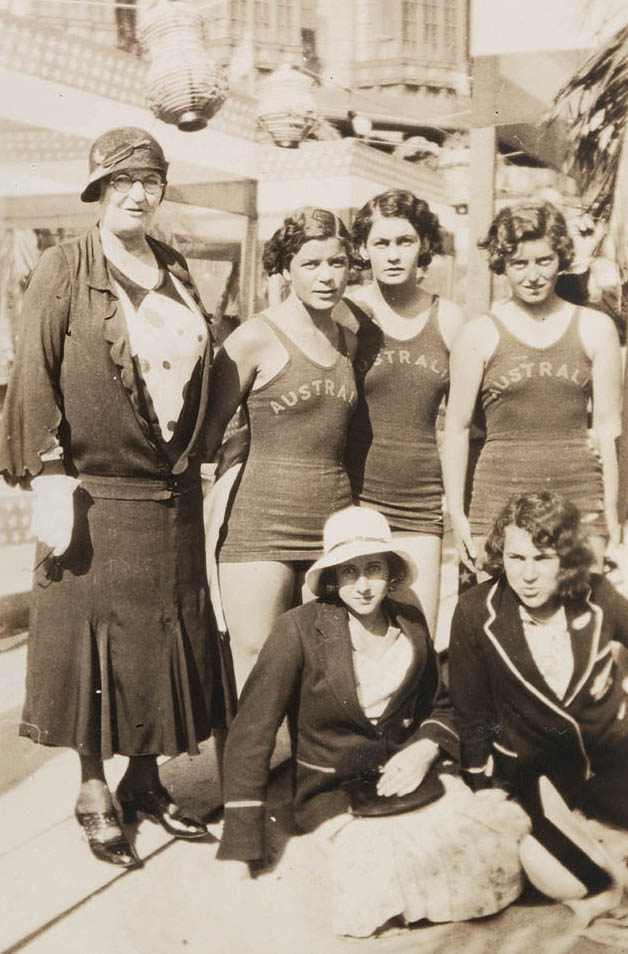
Pani Chambers jako przyzwoitka na Letnich Igrzyskach Olimpijskich 1932 w Los Angeles. Obok Bonnie Mealing, Clare Dennis, Frances Bult, Eileen Wearne i Thelma Kench.

Przyzwoitka – osoba zakłócająca intymność zakochanym. W XIX wieku starsza osoba towarzysząca młodej kobiecie dla przyzwoitości pilnująca przestrzegania norm moralnych. Rolę przyzwoitki pełniły zazwyczaj starsze zamężne kobiety, rzadziej stare panny. 

## Współczesne znaczenie
Praktykowanie „przyzwoitki jeden na jednego” w celach towarzyskich wyszło w dużej mierze z użycia w społeczeństwie zachodnim. Obecnie termin ten jest najczęściej stosowany w odniesieniu do rodziców i nauczycieli, którzy nadzorują grupy młodzieży (często o mieszanej płci) podczas tańców szkolnych, imprez sportowych, wycieczek terenowych i innych tego typu imprez. Często w przypadku krótkich wycieczek, w których dorośli zobowiązani są do pełnienia innych funkcji (takich jak coaching), od tych dorosłych oczekuje się również wykonywania obowiązków przyzwoitki. Praktyka ta pozwala zarówno zaoszczędzić pieniądze, jak i może sprzyjać lepszym relacjom między młodzieżą i dorosłymi opiekunem. 
Istotną wadą tego rodzaju rozwiązań jest to, że zaangażowani w nie dorośli są często zatrudniani nie tylko ze względu na swoje kwalifikacje do sprawowania opieki nad dziećmi i młodzieżą. Istnieje w związku z tym możliwość, że takim dorosłym może być dana możliwość wykorzystania fizycznego, emocjonalnego lub seksualnego swoich podopiecznych. Jak również możliwość dokonania przemocy fizycznej, prowadzącej nawet do pozbawienia życia.

## W mediach
- „Przyzwoitka”,  Laura Moriarty[4]
- Ciotka przyzwoitka (1988)[5]
- Lady of Quality (1972), polskie tłum. Przyzwoitka, Georgette Heyer